# Obalana brevigaster
Obalana brevigaster is een vliesvleugelig insect uit de familie Pteromalidae. De wetenschappelijke naam is voor het eerst geldig gepubliceerd in 1991 door Boucek.